# Guajiquiro
Guajiquiro est une municipalité du Honduras, située dans le département de La Paz. La municipalité comprend 14 villages et 125 hameaux. Guajiquiro est fondée en 1889.

## Source de la traduction
- (es) Cet article est partiellement ou en totalité issu de l’article de Wikipédia en espagnol intitulé « Guajiquiro » (voir la liste des auteurs).